# Luci Tapahonso
Luci Tapahonso (Shiprock, Nou Mèxic, 8 de novembre de 1953) és una poetessa navaho i professora d'estudis amerindis. És la primera i de moment única poeta llorejat de la Nació Navajo.

## Primers anys i educació
Nascuda a la reserva Navajo a Shiprock, Nou Mèxic filla d'Eugene Tapahonso Sr. (Tódichʼíinii o clan Aigua Amarga) i Lucille Deschenne Tapahonso (Áshįįhí o clan Aigua Salada), Luci Tapahonso fou educada en la manera tradicional amb 11 germans. A la granja familiar no parlaven anglès i Tapahonso el va aprendre com a segona llengua, sent la llengua materna el navaho. Estudià a l'Escola Metodista Navajo a Farmington (Nou Mèxic), i després a la Shiprock High School i es graduà el 1971. Es va embarcar en una carrera com periodista i reportera d'investigació abans de començar els seus estudis a la Universitat de Nou Mèxic el 1976. Allí va trobar per primer cop al novel·lista i poeta Leslie Marmon Silko, qui era membre de la facultat i que fou una influència important en els primers escrits de Tapahonso. Ella tenia previst inicialment estudiar periodisme a Nou Mèxic, però Silko la va convèncer de canviar la seva orientació a l'escriptura creativa. Va obtenir la seva llicenciatura el 1980. El 1983, Tapahonso va obtenir el seu MA en escriptura creativa, i ha anat a ensenyar, primer a Nou Mèxic, més tard a la Universitat de Kansas i actualment a la Universitat d'Arizona.

## Escrits
Silko ajudà Tapahonso a publicar la seva primera història, "The Snake Man", el 1978. La seva primera col·lecció de poesia, One More Shiprock Night (escrita quan encara estava en pregrau), fou publicada el 1981, però no va tenir gaire impacte. Seguint l'exemple de Silko, el primer treball de Tapahonso és sovint místic i posa molta importància en la idea de la femenitat com a font de poder i equilibri en el món. També utilitza amb freqüència els seus familiars i amics de la infància en la seva poesia. Ha publicat diverses col·leccions més com One more Shiprock night (1981), Seasonal woman (1982), A breeze swept through (1989) i Navajo ABC: a Dine alphabet book (1995), així com molts poemes individuals han estat recollits en antologies, en altres col·leccions, literatura activista i en revistes com Diné Be Iina.
La seva col·lecció de 1993 Saánii Dahataal (the women are singing), escrita en navajo i anglès, va ser la primera a guanyar la seva reputació internacional, reputació consolidada posteriorment amb Blue horses in rush (1997).
Els escrits de Tapahonso, a diferència dels de la majoria dels escriptors amerindis, són una traducció de l'obra original que ha creat en la llengua nativa de la seva tribu. El seu treball navajo inclou cançons originals i cants dissenyats per exhibició. Per aquesta raó, el seu treball anglès és fortament rítmic i utilitza estructures sintàctiques habituals en la poesia en anglès.

## Premis
- Premi a la Trajectòria, Cercle d'Escriptors Nadius d'Amèrica, 2006
- Premi de la Wordcraft Circle Storyteller of the Year (Readings/Performance), 1999
- Premi del Best Poetry from the Mountains and Plain's Booksellers Association, 1998
- New Mexico Eminent Scholar award, New Mexico Commission of Higher Education, 1989
- Excellent Instructor Award, U. of New Mexico, 1985
- Southwestern Association of Indian Affairs Literature Fellowship, 1981[3]